# Fièvre hémorragique due à un hantavirus
La fièvre hémorragique due à un hantavirus peut être reconnue, en France, comme maladie professionnelle, sous certaines conditions.
Ce sujet relève du domaine de la législation sur la protection sociale et a un caractère davantage  juridique que médical. Pour la description clinique de la maladie se reporter à l'article suivant :

## Législation enFrance

### Régime général
| Fiche Maladie professionnelle | Fiche Maladie professionnelle | Fiche Maladie professionnelle |
| Ce tableau définit les critères à prendre en compte pour qu'une fièvre hémorragique due à un virus du groupe hantavirus soit prise en charge au titre de la maladie professionnelle | Ce tableau définit les critères à prendre en compte pour qu'une fièvre hémorragique due à un virus du groupe hantavirus soit prise en charge au titre de la maladie professionnelle | Ce tableau définit les critères à prendre en compte pour qu'une fièvre hémorragique due à un virus du groupe hantavirus soit prise en charge au titre de la maladie professionnelle |
| Régime Général. Date de création : 16 février 1999 | Régime Général. Date de création : 16 février 1999 | Régime Général. Date de création : 16 février 1999 |
| Tableau N° 96 RG | Tableau N° 96 RG | Tableau N° 96 RG |
| Fièvres hémorragiques avec syndrome rénal dues aux agents infectieux du groupe hantavirus | Fièvres hémorragiques avec syndrome rénal dues aux agents infectieux du groupe hantavirus                                                                                           | Fièvres hémorragiques avec syndrome rénal dues aux agents infectieux du groupe hantavirus |
| --- | --- | --- |
| Désignation des Maladies | Délai de prise en charge | Liste Limitative des principaux travaux susceptibles de provoquer ces maladies |
| Infections aigües par hantavirus, se traduisant par une insuffisance rénale aigüe ou un syndrome algique pseudo-grippal ou des manifestations hémorragiques, dont l'étiologie aura été confirmée soit par la mise en évidence du virus, soit par la présence d'anticorps spécifiques à un taux considéré comme significatif dans le sérum prélevé au cours de la maladie. | 50 jours | Tous travaux effectués par le personnel de soins et assimilé et le personnel de laboratoire, susceptibles de mettre en contact avec le virus. Tous travaux exposant au contact de rongeurs susceptibles de porter ces germes, ou au contact de leurs déjections, ou effectués dans des locaux susceptibles d'être souillés par les déjections de ces animaux. |
| Date de mise à jour : | | |

### Régime agricole
| Fiche Maladie professionnelle | Fiche Maladie professionnelle | Fiche Maladie professionnelle |
| Ce tableau définit les critères à prendre en compte pour qu'une fièvre hémorragique due à un virus du groupe hantavirus soit prise en charge au titre de la maladie professionnelle                            | Ce tableau définit les critères à prendre en compte pour qu'une fièvre hémorragique due à un virus du groupe hantavirus soit prise en charge au titre de la maladie professionnelle | Ce tableau définit les critères à prendre en compte pour qu'une fièvre hémorragique due à un virus du groupe hantavirus soit prise en charge au titre de la maladie professionnelle |
| Régime Agricole. Date de création : 30 janvier 1996 | Régime Agricole. Date de création : 30 janvier 1996 | Régime Agricole. Date de création : 30 janvier 1996 |
| Tableau N° 56 RA | Tableau N° 56 RA | Tableau N° 56 RA |
| Fièvres hémorragiques avec syndrome rénal dues aux agents infectieux du groupe hantavirus | Fièvres hémorragiques avec syndrome rénal dues aux agents infectieux du groupe hantavirus                                                                                           | Fièvres hémorragiques avec syndrome rénal dues aux agents infectieux du groupe hantavirus |
| --- | --- | --- |
| Désignation des Maladies | Délai de prise en charge | Liste Limitative des principaux travaux susceptibles de provoquer ces maladies |
| Toute infection aigüe par hantavirus, notamment le syndrome grippal algique et l'insuffisance rénale aigüe, confirmée par la présence d'immunoglobulines spécifiques dans le sérum prélevé pendant la maladie. | 2 mois | Travaux exposant aux rongeurs et à leurs déjections : - travaux effectués en forêt ; - travaux de manipulation et de sciage du bois ; - travaux exposant à des poussières ou à de la terre souillées par les déjections de rongeurs ; - travaux dans des locaux susceptibles d'abriter des rongeurs. |
| Date de mise à jour : | | |

Les hantavirus sont des virus appartenant à la famille des Bunyaviridae, dont le virus de Hantaan semble le représentant le plus dangereux. Il s'agit d'un virus enveloppé, de 180 à 115 nm de diamètre, caractérisé par des particules virales sphériques ou ovoïdes. Son ARN est monocaténaire, de polarité négative. 
On connait 25 espèces virales antigéniquement distinctes qui sont responsables de plusieurs fièvres hémorragiques (dont la fièvre hémorragique de Corée en Amérique du Nord) généralement foudroyantes.

### Données épidémiologiques
Divers hantavirus ont été isolés chez des rats de plusieurs grandes villes de l'Ancien et du Nouveau Monde, notamment aux États-Unis et au Brésil :
- les virus à l'origine du SPH ont été isolés dans les deux Amériques (Sin Nombre, New York, Black Creek Canal, Bayou, Laguna Negra, Andes) ;
- le virus de Hantaan circule principalement en Asie ;
- le virus de Puumala, en Europe, et le virus de Séoul, partout dans le monde.

En Europe, l'hantavirose néphropathie épidémique (NE) est transmise le plus souvent par voie respiratoire, via l'inhalation de particules virales émises à partir d'excrétions de petits rongeurs, ou contractée par suite d'une morsure de rongeur infecté ou encore à travers une effraction cutanée (par exemple griffure de la peau par une épine souillée par l'urine d'un rongeur. 
Le principal vecteur connu est le campagnol roussâtre qui vit dans les forêts, les bois feuillus, les taillis et sous les haies.
Comme pour la maladie de Lyme, également hébergée par de petits rongeurs, mais véhiculée par les tiques, le nombre de cas semble croissant en Europe, notamment chez certaines populations à risque de par leur profession ou leur mode de vie (chasseurs, forestiers, naturalistes et personnes fréquentant les zones boisées). La salive et les excréments de rongeurs atteints semblent être les vecteurs de transmission du virus.
La transmission interhumaine d'hantavirus n'a jamais été signalée aux États-Unis, mais elle l'a été à titre exceptionnel en Argentine[réf. souhaitée].

### Données médicales

#### Incubation
- 3 à 60 jours (généralement de 14 à 30 jours).

#### Symptômes
- La maladie débute par un état grippal banal, avec une fièvre élevée à 40 °C, des hémorragies sous conjonctivales, une prostration en raison des douleurs lombaires et/ou abdominales, des céphalées, ainsi qu'une anorexie et des vomissements.
- Les hémorragies surviennent entre le troisième et le sixième jour, elles sont suivies d'une protéinurie, d'une hypotension artérielle et d'un état de choc.

Seuls les examens biologiques peuvent confirmer le diagnostic.

#### Traitement
Il s'agit d'une maladie grave qui peut conduire au coma puis à la mort en l'absence de prise en charge thérapeutique.
Le traitement est essentiellement symptomatique avec des antalgiques (ne contenant que du paracétamol pour ne pas accentuer l'hémorragie) pour calmer les maux de tête et contrôler la fièvre. 
Des complications peuvent apparaître si l’infection atteint les reins (fièvre hémorragique avec syndrome rénal (FHSR)) ou les poumons (Syndrome pulmonaire à Hantavirus (SPH), qui s'accompagne de diarrhée avec un risque de détresse respiratoire sévère avec hypotension conduisant à la mort dans 40 à 50 % des cas ; les survivants guérissent en quelques semaines et retrouvent une fonction pulmonaire normale).
Les symptômes persistent généralement deux à trois semaines, mais la maladie est immunisante et les patients rescapés seront protégés d'une infection ultérieure par le même virus ou un virus proche.

### Prévention, dans la nature et en laboratoire
On conseille fréquemment de porter des gants, de désinfecter soigneusement toute plaie en zone à risque et de la protéger par un pansement, ainsi que se positionner dos au vent en présence de rongeurs morts ou vifs ou à proximité de leurs excréments ou de leur terrier.
Des cas de patients infectés en laboratoire ont été décrits dans plus de six pays (fin 1985, 126 cas de FHSR ainsi acquise avaient été signalés au Japon ; en 1986, 4 cas étaient signalés au Royaume-Uni…) généralement après exposition à des aérosols provenant de rongeurs infectés.

## Sources spécifiques
- (fr) Page du CHU de Rouen
- (fr) Fiche technique canadienne santé/sécurité (FTSS)
- (fr) Tableau N° 96 des maladies professionnelles du régime Général
- (fr) Tableau N° 56 des maladies professionnelles du régime Agricole

## Sources générales
- (fr) Tableaux du régime Général sur le site de l’AIMT
- (fr) Guide des maladies professionnelles sur le site de l’INRS